# Ptychoglene
Ptychoglene is een geslacht van vlinders van de familie spinneruilen (Erebidae), uit de onderfamilie Arctiinae.

## Soorten
- P. aequalis Walker, 1854
- P. coccinea Edwards, 1886
- P. erythrophora Felder, 1874
- P. pamphylia Druce, 1889
- P. pertunda Druce, 1889
- P. phrada Druce, 1889
- P. pomponia Druce, 1889
- P. puelengei Dognin, 1898
- P. ripena Druce, 1906
- P. rubromarginata Druce, 1885
- P. sanguineola Boisduval, 1870
- P. stenodora Dyar, 1913
- P. xylophila Druce, 1885